# Dorfmuseum Gahlenz

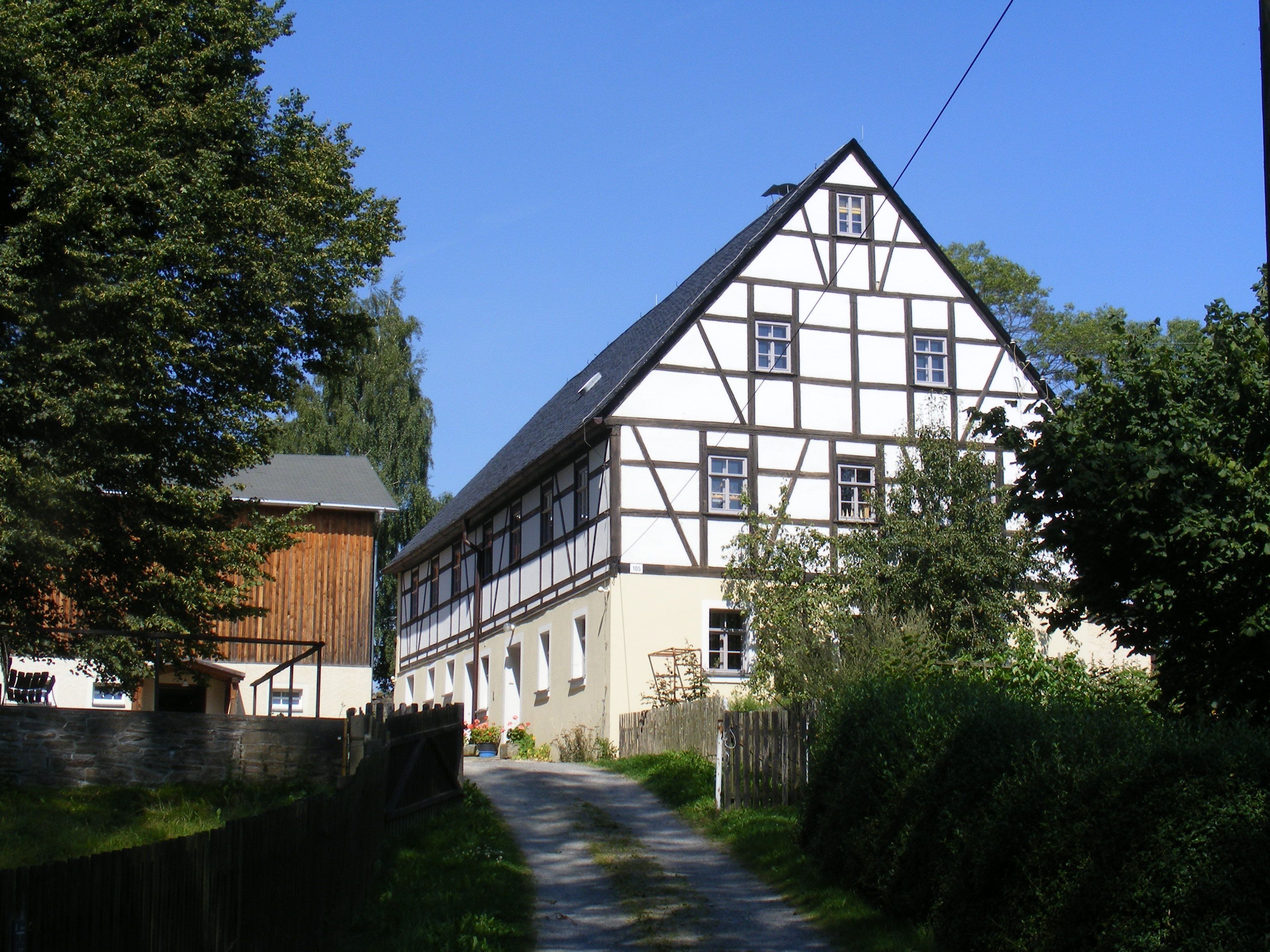
Ansicht des Dorfmuseums Gahlenz

Das Dorfmuseum Gahlenz ist ein denkmalgeschützter Dreiseitenhof im Ortsteil Gahlenz der sächsischen Kleinstadt Oederan. Das Museum ist ein vom Kulturraum Erzgebirge/Mittelsachsen anerkanntes Landwirtschaftsmuseum.

## Geschichte
Zur 800-Jahr-Feier der Gemeinde Gahlenz 1982 präsentierte eine Arbeitsgruppe Ortsgeschichte traditionelle bäuerliche Haus- und Arbeitsgeräte. Infolgedessen entstand die Idee, die Sachzeugen in eine ständige Einrichtung zu überführen. Eine Interessengemeinschaft landwirtschaftlicher Betriebe und Einrichtungen des Kreises Flöha finanzierte 1985 den Kauf einer Hofanlage und den Beginn der Sanierung dazugehörigen Wohnstallhauses. Mit der politischen Wende 1989/90 löste sich die Interessengemeinschaft auf. Sie schenkte den Hof der Gemeinde Gahlenz. Die Gemeinde Gahlenz erhielt die Ausstellung aufrecht. Am 2. Juli 1992 wurde das Dorfmuseum Gahlenz eingeweiht. Im Jahre 1994 erfolgte die staatliche Anerkennung als Dorfmuseum.

## Ständige Ausstellung

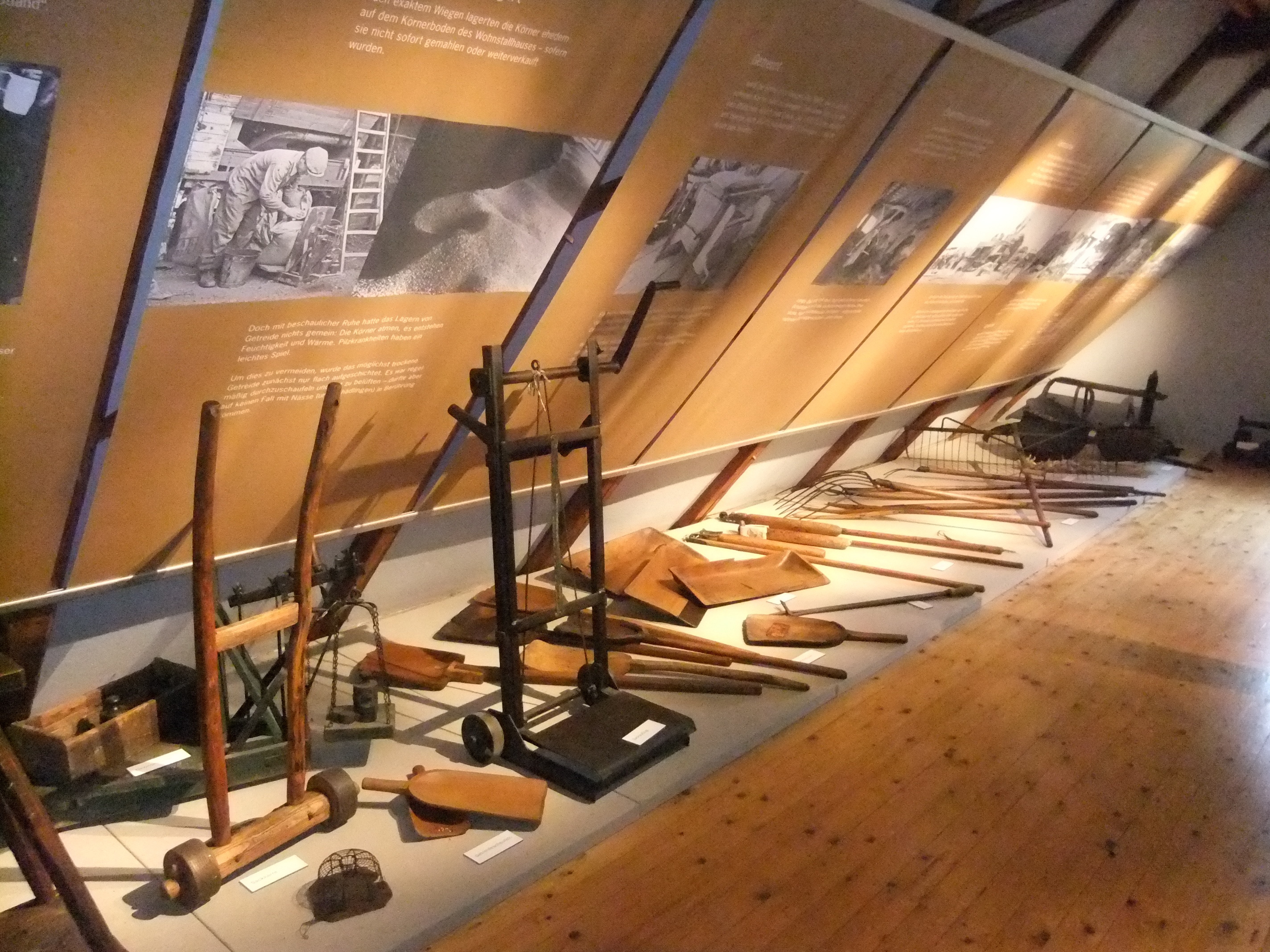
Getreidestrecke im Dorfmuseum Gahlenz

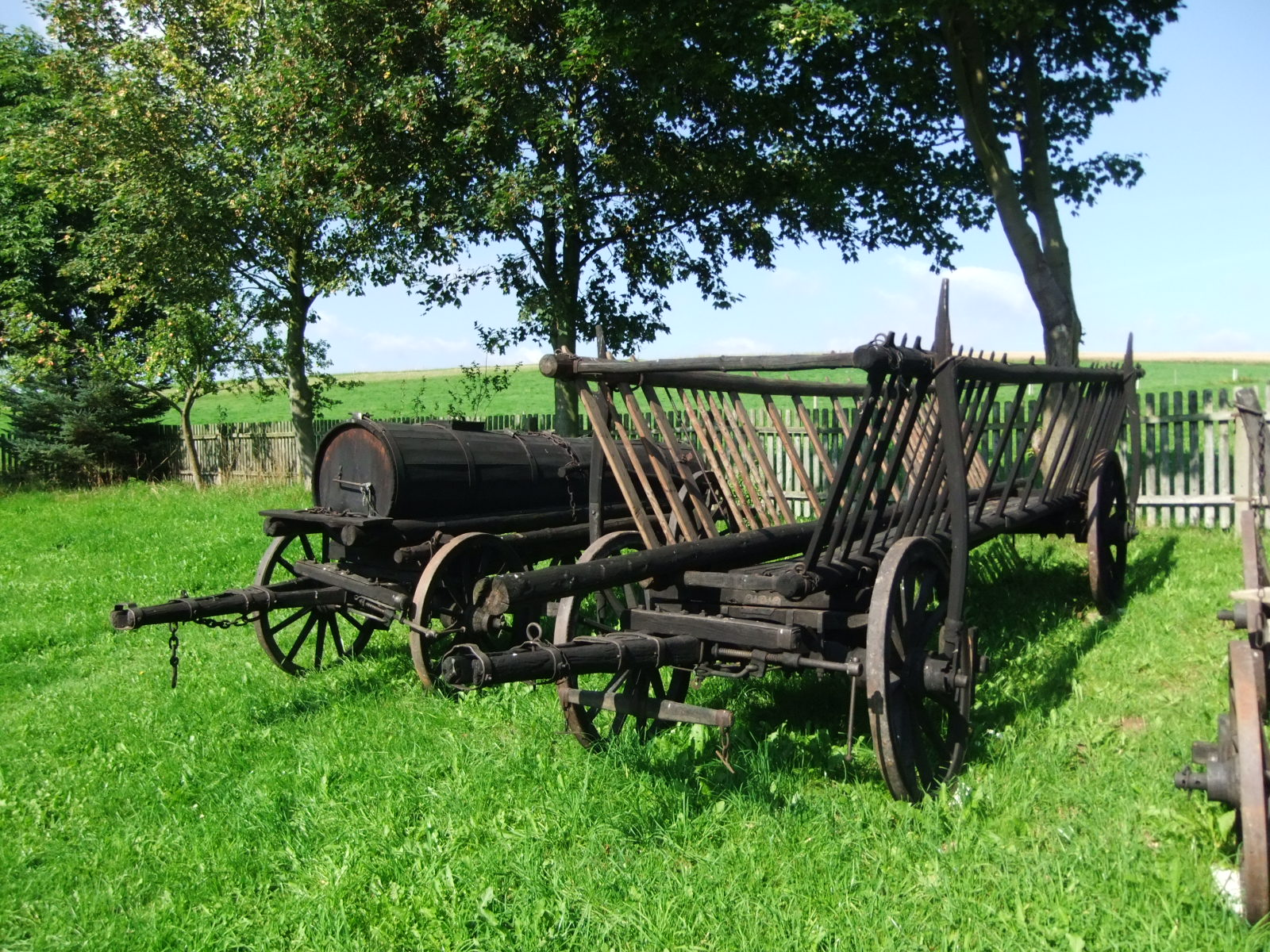
Leiter- und Jauchewagen im Dorfmuseum Gahlenz

Der Dreiseitenhof wird nachweislich seit 1653 bewirtschaftet. Die Bauweise des Gebäudes ist typisch für Dörfer des westlichen Erzgebirgsvorlandes. Das Gehöft ist heute denkmalgeschützt. Zur Hofanlage gehören ein Wohnstallhaus, eine Scheune und ein Seitengebäude, ein intakter originaler Pferdegöpel, ein Vorgarten am Haus (vorwiegend als Kräutergarten genutzt), ein Bienenhaus und ein nachgebautes Backhaus mit einem Lehmbackofen.
Die ausgestellten Sachgegenstände präsentieren die Lebens- und Arbeitsweise auf den Dörfern der Region von der Mitte des 19. Jahrhunderts bis zur Mitte des 20. Jahrhunderts.
Im Wohnstallhaus ist im Erdgeschoss der ehemalige Kuhstall zu einem Vereins- und Vortragsraum umgewidmet. Ebenfalls im Erdgeschoss befinden sich eine Bauernküche und die „Gute Stube“. Die Bauernküche aus dem Jahre 1900 zeigt, welche Zwecke eine damalige Küche unterstützen musste. Die „Gute Stube“ war der traditionelle Raum für Feierlichkeiten.
Im Obergeschoss des Wohnstallhauses, über Küche und „Guter Stube“, war früher eine Auszugswohnung für Großeltern oder für nahe Verwandte. Heute befinden sich dort ein Schnitzer- und ein Klöppelzimmer. Das Schnitzerzimmer zeigt Werkzeuge der Zimmerleute, Stellmacher und Tischler. Im Klöppelzimmer gibt es neben Klöppelutensilien Handwerkszeug anderer Handarbeiten. Über dem Stall befindet sich der lange Bodengang mit Schlaf-, Vorrats- und Abstellkammern zu beiden Seiten.
Der Körner- und der Spitzboden des Hauses dienten zur Aufbewahrung der Wintervorräte an Getreide, Heu und Saatgut. Heute werden sie als Ausstellungsflächen für verschiedene Arbeitsgeräte genutzt. Diese sind nach den Themen Getreideernte, Leinverarbeitung, Futtermittelanbau, Milchwirtschaft, Kartoffelanbau und Wasserwirtschaft geordnet.
Die Scheune war früher Berge- und Dreschraum. Heute sind dort eine Stiftendreschmaschine, die mit dem Pferdegöpel angetrieben wird, eine transportable Dreschmaschine, Strohpressen, verschiedene Reinigungsmaschinen, die Röhrenbohrerei und ein Widder (Wasserpumpe) zu sehen. Auf der zweiten Etage der Scheune, durch eine Hocheinfahrt zu erreichen, stehen Geräte zur Bodenbearbeitung, zum Säen und zum Mähen.
Im Seitengebäude befinden sich eine Ackerwagen- und eine Geschirrausstellung. Die Aufbauten eines vielseitig genutzten Ackerwagens und das Anspannen für Ein- und Zweispänner werden auf Texttafeln erläutert.

## Sonderausstellungen
Das Dorfmuseum veranstaltet in jährlichem Rhythmus Sonderausstellungen zu landwirtschaftlichen und dörflichen Themen.

## Veranstaltungen
Im Dorfmuseum finden im Frühjahr die „Winterarbeiten auf dem Bauernhof“ und im Spätsommer das Erntefest statt. Im Mittelpunkt steht die Vorführung alter Arbeitstechniken, die in der Region und auf dem Bauernhof bedeutsam waren.
Die museumspädagogischen Angebote orientieren sich am sächsischen Lehrplan. Dazu gehören:
- „Paul braucht eine neue Hose“ (Herstellung einer Hose 1850)
- Getreideernte vor 100 Jahren
- Wohnen vor 100 Jahren
- Im „Kretzgärtl“ unterwegs
- Wäschewaschen wie zu Omas Zeiten